# Муртаз Хурцилава
Муртаз Калистратович Хурцилава (груз. მურთაზ ხურცილავა; 5. јануар 1943) бивши је совјетски фудбалер и тренер. 

## Биографија
Од 1961. године играо је за екипу Динама из Тбилисија, чије је боје бранио наредних 15 година. Од 1962. године један је од главних играча у тиму и стандардни првотимац. У саставу Динама, пет пута је освајао треће место у првенству СССР-а. Године 1964. Динамо је освојио првенство, али Хурицлава је тада пропустио већи део сезоне због повреде.
Био је део репрезентације СССР-а, са којом је наступио на Светском првенству 1966. и завршили су на четвртом месту. Био је у саставу совјетске репрезентације на Светском првенству 1970. На Летњим олимпијским играма 1972. у Минхену са олимпијском селекцијом је освојио бронзану медаљу, а на Европском првенству 1972. у Белгији заузели су друго место после пораза од Западне Немачке у финалу. Заједно са саиграчима из фудбалске репрезентације Совјетског Савеза — Ревазом Џоџуашвилијем и Јевгенијем Рудаковом — био је изабран у тим турнира 1972. године, где су такође били сјајни играчи попут Франца Бекенбауера, Герда Милера, Паул Брајтнера, Улија Хенеса и Гинтера Нецера. Такође је био један од двојице Грузијаца, заједно са Александром Чивадзеом, који су били капитени фудбалске репрезентације Совјетског Савеза. Одиграо је укупно 69 утакмица за репрезентацију Совјетског Савеза и постигао 6 голова.
Након завршетка играчке каријере, започео је сопствени посао у Тбилисију, где живи са породицом. Радио је и као фудбалски тренер, а од 1990. године, под његовим вођством екипа Гурије из Ланчхутија је освојила Куп Грузије.
Водио је први тим Динама Тбилиси од 1997. до маја 1999. године.
Од августа 2001. године, заједно са Отаријем Габелијом, именован је за помоћника селектора Александра Чивадзеа у репрезентацији Грузије. У априлу 2003. године, након што је национални тим именовао Иву Шушака, дао је оставку на место тренера националног тима.

## Успеси

### Клуб
Динамо Тбилиси
- Првенство СССР: 1964.

### Репрезентација
СССР
- Европско првенство друго место: Белгија 1972.
- Олимпијске игре бронза: Минхен 1972.

### Индивидуалне награде
- Најбољи тим Европског првенства: 1972.